# Sant Serni de Tavèrnoles
Sant Serni de Tavèrnoles o Sant Sadurní de Tavèrnoles és un monestir romànic del municipi de les Valls de Valira (Alt Urgell), que es troba en el poble d'Anserall. La seva situació, al bell mig del camí ral de la Seu a Andorra, el deuria convertir en un lloc d'acolliment i hostalatge, d'aquí, probablement, el nom de Tavèrnoles derivat del mot llatí taverna. És un monument declarat bé cultural d'interès nacional.

## Descripció
De l'església, que era de tres naus cobertes amb volta de canó, només se'n conserva la capçalera i el transsepte. La disposició absidal és molt singular: tres absis en creu disposats entorn d'un absis major, dels quals l'absis central té encara unes altres tres absidioles buidades interiorment en el gruix del mur. El transsepte és acabat també amb una absidiola a cada extrem. Entre el braç septentrional del creuer i els absis hi ha les restes de la torre circular del campanar, amb una escala de cargol interior. Dins l'església hi ha uns fragments d'estuc romànic que emmarcaven les obertures i finestres. El que resta de l'església fou restaurat entre 1971 i 1975 per la Direcció General de Belles Arts, sota la direcció de l'arquitecte J. Pons Sorolla.
Alguns capitells es troben a Barcelona i a Amèrica del Nord, ja que van ser venuts a un col·leccionista; en el Museu Nacional d'Art de Catalunya es conserva el baldaquí més un frontal d'altar del segle XII amb els dos laterals en els quals apareixen representats nou bisbes i dos sants amb aurèoles i en la catedral de la Seu d'Urgell diversos documents, entre ells el cartulari de l'abadia. El 1971 es va iniciar la restauració de la capçalera.

## Història

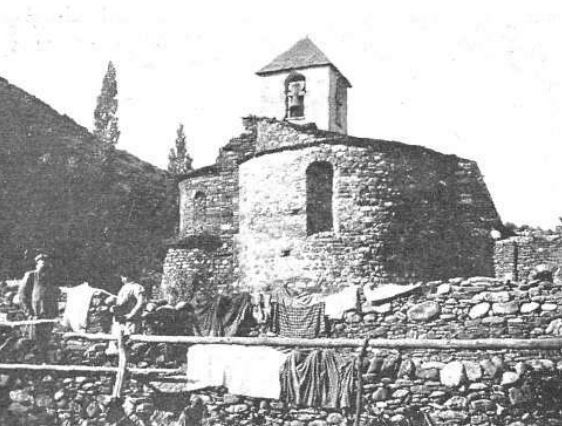
Any 1906

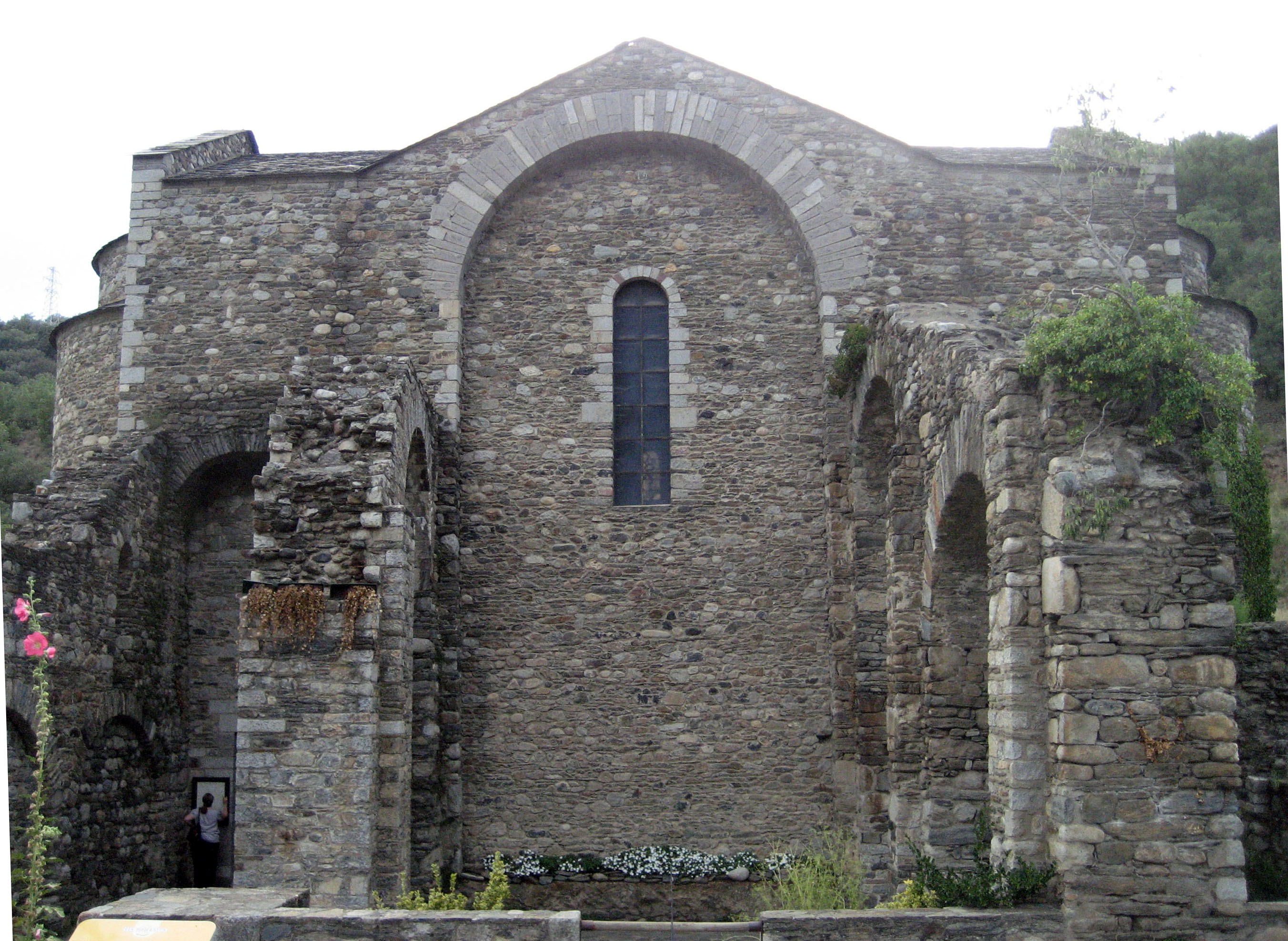
Restes de les naus de l'església

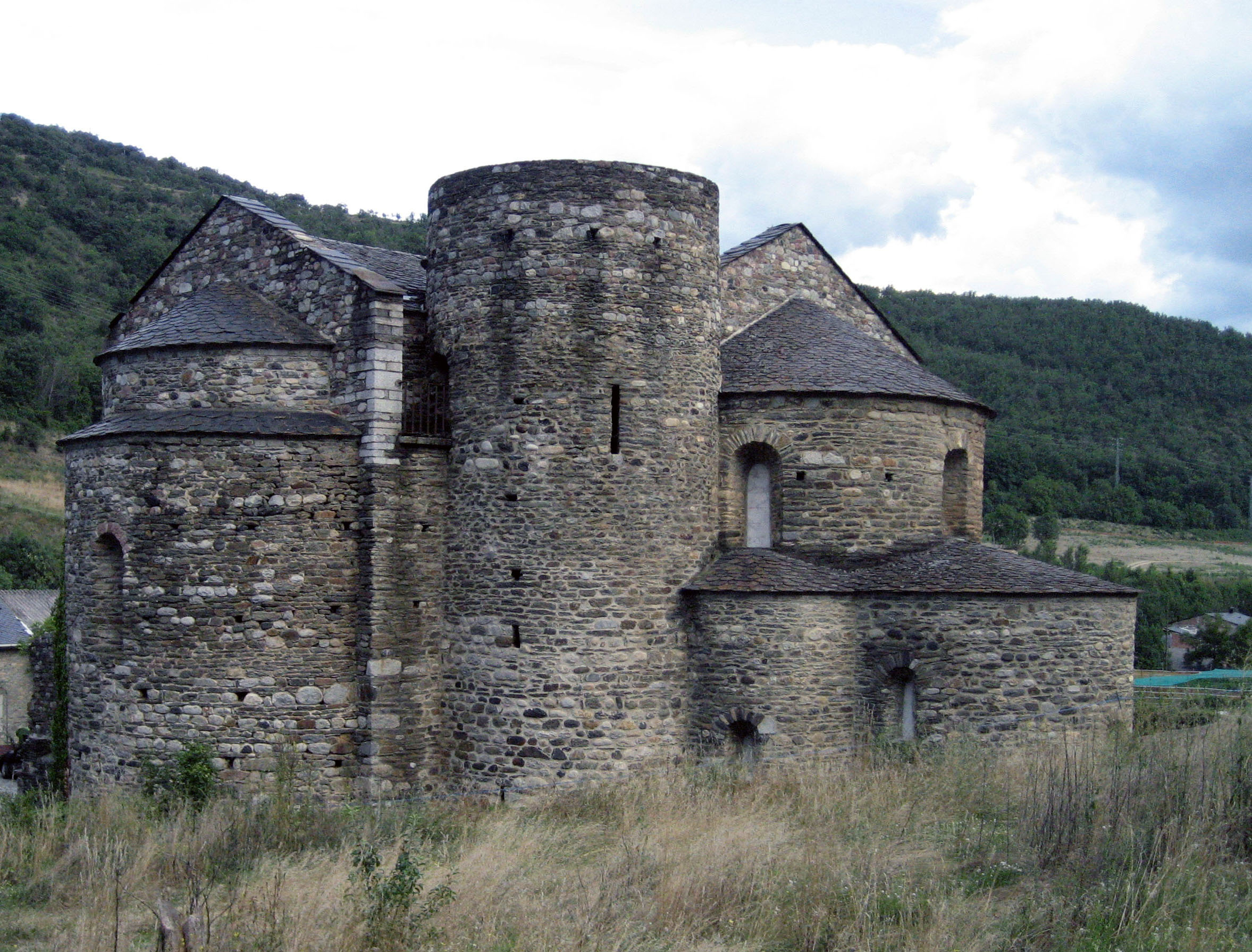
Absis lateral on s'aprecien les restes de l'antic campanar rodó

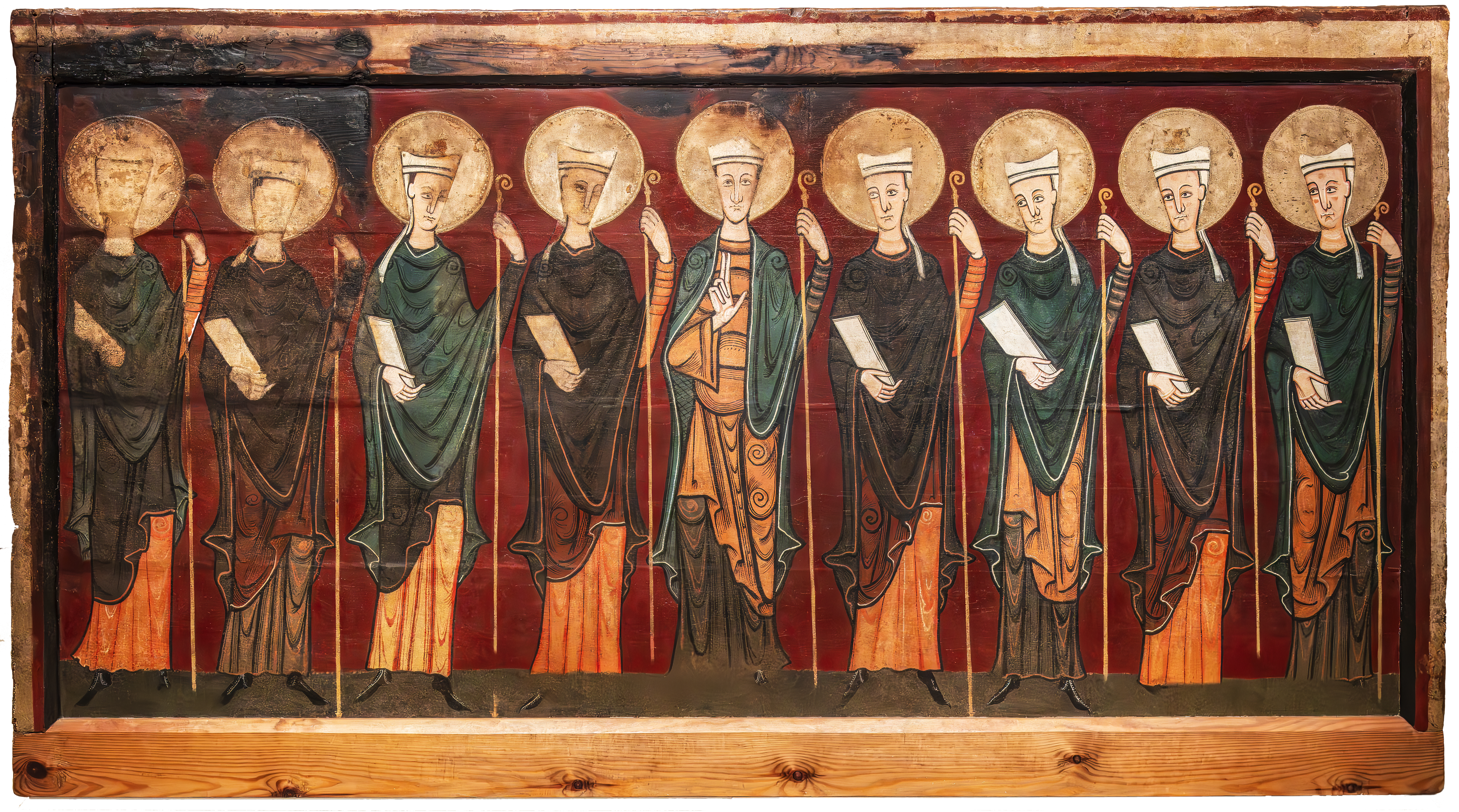
Altar procedent de Sant Serni, actualment exposat al MNAC.

L'antiga abadia de Sant Sadurní o Sant Serni de Tavèrnoles té uns orígens molt confusos, a causa de les falsificacions de documents fetes pels seus monjos per tal d'obtenir la immunitat episcopal. Amb tot, sembla que ja existia en època visigòtica, i que estigué involucrada en l'heretgia adopcionista del bisbe Fèlix d'Urgell (782-799), que s'hauria format en el monestir i hi tenia adeptes, condemnada llavors pel Papa i per Carlemany. Els orígens reals d'aquest monestir no són molt clars, ja que els monjos posteriors a la reforma benedictina de l'any 800 van falsificar documents en diverses ocasions amb la finalitat d'obtenir beneficis papals. Entre els documents falsificats a Sant Serni hi ha una falsa butlla emesa per Lleó III.
Documentat des del 806, a partir del 815 rebé importants dotacions per part dels comtes d'Urgell i de la Cerdanya. Li foren vinculats petits monestirs com Sant Esteve d'Umfred, a la Cerdanya (815), o Sant Llorenç de Morunys, i fundà els priorats de Sant Salvador de la Vedella (835) i de Sant Pere de Casserres, tots dos al Berguedà. En començar el segle xii era al zenit del seu poder: les seves possessions anaven del Berguedà a Andorra (el 1007 el comte Ermengol I li cedí la meitat dels censos que rebia a les Valls), i de la Cerdanya a Isona i el Pallars. També adquirí dominis a Aragó i Castella.
Aquesta riquesa patrimonial li permeté de construir una nova església abacial, de la qual només resta la capçalera, que fou consagrada en l'any 1040 pels bisbes Eribau d'Urgell i Arnulf de Ribagorça en honor de la Verge i dels sants Miquel i Sadurní. El seu abat era Guillem i a la cerimònia de consagració van assistir diverses personalitats de l'època com els comtes d'Urgell, els arquebisbes de Narbona i d'Arles i els bisbes d'Elna, Girona, i Tolosa. Al document de consagració figuren també les possessions del monestir i es fa referència a l'Orde de Sant Benet seguida pels monjos. En aquell moment ja es regia per la regla de Sant Benet. El 1099 rebé del papa Urbà II la immunitat o independència del bisbe.
El cenobi mantingué encara la seva esplendor fins al segle xiii, però a partir del segle xiv començà el seu declivi, que no pogueren pal·liar els intents de reforma dels visitadors de la Congregació Claustral Tarraconense al llarg del segle xv. El seu darrer abat fou elegit el 1564, i el 1592 el papa Climent VIII secularitzà l'abadia, i uní les seves rendes al seminari tridentí de la Seu d'Urgell. Tavèrnoles restà com a vicaria perpètua. Fa uns dos o tres segles que la seva capçalera, restaurada entre 1971 i 1975, és utilitzada com a església parroquial d'Anserall.

## Polèmica amb Josep Ramon Bosch
El setembre de 2015 sorgí una polèmica relacionada amb Josep Ramon Bosch, president de Societat Civil Catalana, en tant que se'l denuncià per, presumptament, tenir un compte anomenat Fèlix de Sant Serni de Tavèrnoles des del qual insultava i amenaçava ciutadans i ciutadanes catalans independentistes. Els denunciants afirmaren que el telèfon que s'havia fet servir per crear aquest compte anònim era el particular del presumpte injuriador. Com és obvi, un compte d'Internet no pot ser de ningú d'un monestir on, actualment, ja no hi viu ningú.